# Vinton (Texas)
Vinton è un villaggio degli Stati Uniti d'America della contea di El Paso nello Stato del Texas. La popolazione era di 1,971 persone al censimento del 2010.

## Geografia fisica
Vinton è situata a 31°57′28″N 106°35′56″W (31.957659, -106.598817).
Secondo lo United States Census Bureau, ha un'area totale di 2,4 miglia quadrate (6,3 km²).
Vinton si trova sulla Southern Pacific Railroad e sulla riva orientale del fiume Rio Grande, 15 miglia a nord-ovest dal centro di El Paso nel nord-ovest della contea di El Paso.

## Società

### Evoluzione demografica
Secondo il censimento del 2010, c'erano 1,971 persone.

### Etnie e minoranze straniere
Secondo il censimento del 2010, la composizione etnica del villaggio era formata dall'86,35% di bianchi, lo 0,61% di afroamericani, lo 0,05% di nativi americani, lo 0,1% di asiatici, lo 0% di oceanici, l'11,21% di altre razze, e l'1,67% di due o più etnie. Ispanici o latinos di qualunque razza erano il 94,42% della popolazione.